# Вила Феличе (Фрозиноне)
Вила Феличе је насеље у Италији у округу Фрозиноне, региону Лацио.
Према процени из 2011. у насељу је живело 515 становника. Насеље се налази на надморској висини од 159 м.